# 逆衝構造

薄皮衝斷帶正面部分剖面圖。

逆衝構造（英語：thrust tectonics）是指地殼或岩石圈被縮短和增厚形成的構造。它是三大構造類型之一，其他類型是伸展構造和走滑構造。 它們與三種類型的板塊邊界相匹配：聚合（逆衝）、分離（伸展）、和轉形（走滑）。它可分兩種類型：薄皮變形和厚皮變形。 區別在於基底，前者基底不變形，後者基底隨之變形。逆衝構造觀察到的主要地質環境是大陸碰撞帶、走滑斷層的約束彎曲帶以及一些被動邊緣上的分離斷層系統的一部分。

## 逆衝構造形成的構造區

### 碰撞區
其中造山帶是逆衝構造最重要的形成區。 包括兩種大類型：陸陸碰撞和弧陸碰撞。

### 走滑斷層的限制彎曲區
當走滑斷層沿走向偏移時，斷層的彎曲會阻礙斷層水平運動，例如 在左旋走滑斷層上的向右彎偏移地區，走向運動導致局部縮短或壓縮。

### 被動大陸邊緣區
在被動大陸邊緣常形成厚層楔形沉積物。由於重力作用，楔形沉積物會向邊緣擴散。若沉積物内具有滑脫層，例如岩鹽或高壓泥岩。楔形沉積物前部會形成一系列趾部逆衝斷層。